# Waterloo (skladba)
»Waterloo« je prvi single z istoimenskega drugega albuma švedske glasbene skupine ABBA.
Najprej je izšel v švedski različici 4. marca 1974 (hkrati z izvornim albumom) pri založbi Polar Music na mali 7" vinilni plošči, kasneje pa še v veliko različnih verzijah drugod po svetu in tudi na CD-ju.
Naslovnice različnih izdaj se večinoma zgledujejo po ovitku albuma Waterloo, kjer so člani skupine ABBA slikani v evrovizijskih kostumih.

## Seznam posnetkov
Obe pesmi so napisali Benny Andersson, Björn Ulvaeus in Stig Anderson.
| Št.             | Naslov                           | Dolžina |
| --------------- | -------------------------------- | ------- |
| 1.              | „Waterloo‟ (švedska verzija)     | 2:45    |
| 2.              | „Honey, Honey‟ (švedska verzija) | 2:55    |
| Skupna dolžina: | Skupna dolžina:                  | 5:40    |

V Avstriji je single izšel z angleško različico B-strani, podobno kot tudi nemška verzija.
| Št.             | Naslov                       | Pisec                                 | Dolžina |
| --------------- | ---------------------------- | ------------------------------------- | ------- |
| 1.              | „Waterloo‟ (švedska verzija) | B. Andersson, B. Ulvaeus, S. Anderson | 2:45    |
| 2.              | „Watch Out‟                  | B. Andersson, B. Ulvaeus              | 3:46    |
| Skupna dolžina: | Skupna dolžina:              | Skupna dolžina:                       | 6:31    |

## O pesmi
Pesem »Waterloo« so napisali in posneli decembra leta 1973.
Prvi delovni naslov pesmi je bil »Honey-Pie«, ki pa je bil kmalu spremenjen.
Poskušal sem najti naslov, ki ga ni treba prevajati. Nekaj, kar bi vsakomur zvenelo znano, podobno kot »Ring Ring«. Iskal sem trizložno frazo, ki bi ustrezala melodiji.— Stig Anderson, avtor besedila pesmi.
S švedsko različico pesmi »Waterloo« je skupina ABBA nastopila 9. februarja 1974 na švedskem evrovizijskem predizboru Melodifestivalen 1974.
Že po prvih dveh krogih glasovanja je pesem prevzela vodstvo v točkovanju in ga zadržala vse do konca, ko je zmagala v konkurenci 10 pesmi.

## Sodelujoči

### ABBA
- Agnetha Fältskog – vokal
- Anni-Frid Lyngstad – vokal
- Benny Andersson – klaviature, vokal
- Björn Ulvaeus – kitara, vokal

### Ostali glasbeniki
- Christer Eklund – tenorski saksofon
- Janne Schaffer – kitara
- Rutger Gunnarsson – bas kitara
- Ola Brunkert – baterija

### Produkcija
- Benny Andersson – producent, priredba
- Björn Ulvaeus – producent, priredba
- Michael B. Tretow – tonski mojster, masteriranje

## Angleška verzija
Na singlu je angleška verzija pesmi »Waterloo« izšla 12. marca 1974 na Švedskem.
A na prvi izdaji ni bila objavljena zadnja uradno potrjena verzija pesmi, ampak malo starejša, ki se od nje razlikuje po drugačni vokalni izvedbi in instrumentalni priredbi.
Napako so v založbi kmalu opazili in izdajo zamenjali.
Ob jubilejnih ponatisih albumov Waterloo so to »alternativno angleško verzijo« vključili kot bonus posnetek na The Complete Studio Recordings leta 2005 in Waterloo Deluxe Edition leta 2014.

### Evrovizijska zmaga
Angleško verzijo pesmi »Waterloo« je skupina ABBA prvič odpela že takoj po švedskem predizboru, kjer so posneli predstavitveni video na odru Melodifestivalen.
Tekmovalni nastop pa je imela 6. aprila na tekmovanju za Pesem Evrovizije 1974 v Brightonu v Angliji.
Vse od začetka do konca glasovanja so vodili in na koncu zanesljivo zmagali v konkurenci 17 pesmi.
Video posnetke vseh evrovizijskih in pred-evrovizijskih nastopov so objavili na DVD-ju Waterloo Deluxe Edition, ki je izšel ob 40-letnici evrovizijske zmage.
Ob 50-letnici festivala za Pesem Evrovizije je Evropska radiodifuzna zveza (EBU) 22. oktobra leta 2005 organizirala prireditev Congratulations: 50 Years of the Eurovision Song Contest, poimenovano po angleški pesmi »Congratulations«, ki jo je zapel Cliff Richard in je bila drugouvrščena na tekmovanju leta 1968.
Na prireditvi so gledalci izbirali med 14 evrovizijskimi popevkami različnih držav (11 med njimi je bilo evrovizijskih zmagovalk).
Po evrovizijskem zgledu so izglasovali najboljšo v prvih 50 letih: pesem »Waterloo«.

### Seznam posnetkov
| Št.             | Naslov                        | Pisec                                 | Dolžina |
| --------------- | ----------------------------- | ------------------------------------- | ------- |
| 1.              | „Waterloo‟ (angleška verzija) | B. Andersson, B. Ulvaeus, S. Anderson | 2:46    |
| 2.              | „Watch Out‟                   | B. Andersson, B. Ulvaeus              | 3:46    |
| Skupna dolžina: | Skupna dolžina:               | Skupna dolžina:                       | 6:32    |

V Italiji in še nekaterih južnoameriških državah je izšla drugačna različica singla s pesmijo »Honey, Honey« na B-strani, podobno kot pri švedski izdaji.
| Št.             | Naslov                        | Dolžina |
| --------------- | ----------------------------- | ------- |
| 1.              | „Waterloo‟ (angleška verzija) | 2:46    |
| 2.              | „Honey, Honey‟                | 2:55    |
| Skupna dolžina: | Skupna dolžina:               | 5:41    |

V Boliviji je izšla mala plošča s štirimi pesmimi z albuma Waterloo:
| Stran A | Stran A                       | Stran A                               | Stran A |
| Št.     | Naslov                        | Pisec                                 | Dolžina |
| ------- | ----------------------------- | ------------------------------------- | ------- |
| 1.      | „Waterloo‟ (angleška verzija) | B. Andersson, B. Ulvaeus, S. Anderson |         |
| 2.      | „King Kong Song‟              | B. Andersson, B. Ulvaeus, S. Anderson |         |

| Stran B | Stran B                                 | Stran B                               | Stran B |
| Št.     | Naslov                                  | Pisec                                 | Dolžina |
| ------- | --------------------------------------- | ------------------------------------- | ------- |
| 1.      | „Dance (While the Music Still Goes On)‟ | B. Andersson, B. Ulvaeus              |         |
| 2.      | „Sitting in the Palmtree‟               | B. Andersson, B. Ulvaeus, S. Anderson |         |

V Avstraliji je izšla mala plošča kot kombinacija singlov »Waterloo« in »Ring Ring«:
| Stran A | Stran A                       | Stran A                               | Stran A |
| Št.     | Naslov                        | Pisec                                 | Dolžina |
| ------- | ----------------------------- | ------------------------------------- | ------- |
| 1.      | „Waterloo‟ (angleška verzija) | B. Andersson, B. Ulvaeus, S. Anderson | 2:46    |
| 2.      | „Watch Out‟                   | B. Andersson, B. Ulvaeus              | 3:46    |

| Stran B         | Stran B                        | Stran B                                                   | Stran B |
| Št.             | Naslov                         | Pisec                                                     | Dolžina |
| --------------- | ------------------------------ | --------------------------------------------------------- | ------- |
| 1.              | „Ring Ring‟ (angleška verzija) | B. Andersson, S. Anderson, B. Ulvaeus, N. Sedaka, P. Cody | 3:02    |
| 2.              | „Rock'n Roll Band‟             | B. Andersson, B. Ulvaeus                                  | 2:50    |
| Skupna dolžina: | Skupna dolžina:                | Skupna dolžina:                                           | 12:24   |

Na Novi Zelandiji je izšla drugačna različica singla z angleško in švedsko verzijo pesmi.
| Št.             | Naslov                        | Dolžina |
| --------------- | ----------------------------- | ------- |
| 1.              | „Waterloo‟ (angleška verzija) | 2:45    |
| 2.              | „Waterloo‟ (švedska verzija)  | 2:45    |
| Skupna dolžina: | Skupna dolžina:               | 5:30    |

Ob 30-letnici evrovizijske zmage je 17. maja 2004 izšlo več različic ponatisa prvotne angleške izdaje Waterloo Special Edition 30th Anniversary, kar je pesem vrnilo na lestvice najbolje prodajanih singlov.
Takrat je izšla tudi samostojna izdaja zmagovalne angleške verzije pesmi.
Podobno je samostojno izšla tudi 7. aprila 2014 ob praznovanju 40-letnice kot Waterloo 40th Anniversary.
| Št.             | Naslov                        | Dolžina |
| --------------- | ----------------------------- | ------- |
| 1.              | „Waterloo‟ (angleška verzija) | 2:46    |
| Skupna dolžina: | Skupna dolžina:               | 2:46    |

### Videospot
Skupina je posnela tudi videospot za angleško verzijo pesmi »Waterloo«, ki ga je produciral Lasse Hallström.

## Nemška verzija
Nemško verzijo besedila za pesem »Waterloo« so posneli 15. marca 1974 še pred evrovizijskim nastopom v Angliji.
Nemški single je izšel 5. aprila.

### Seznam posnetkov
| Št.             | Naslov                      | Pisec                                                     | Dolžina |
| --------------- | --------------------------- | --------------------------------------------------------- | ------- |
| 1.              | „Waterloo‟ (nemška verzija) | B. Andersson, B. Ulvaeus, S. Anderson, G. Müller-Schwanke | 2:46    |
| 2.              | „Watch Out‟                 | B. Andersson, B. Ulvaeus                                  | 3:46    |
| Skupna dolžina: | Skupna dolžina:             | Skupna dolžina:                                           | 6:32    |

Meseca novembra 1999 je v Nemčiji izšel razširjen single na CD-ju, ki je poleg nemške in angleške verzije pesmi »Waterloo« vseboval še dodatno skladbo »Megamedley« (posnetek 3), ki vključuje delčke trinajstih uspešnic skupine ABBA, vključno z »Waterloo«-jem.
Remiks sta leta 1999 uredila J. Qunicy Kramer in Hocky Neubert.
| CD              | CD                                            | CD                                                        | CD      |
| Št.             | Naslov                                        | Pisec                                                     | Dolžina |
| --------------- | --------------------------------------------- | --------------------------------------------------------- | ------- |
| 1.              | „Waterloo‟ (nemška verzija)                   | B. Andersson, B. Ulvaeus, S. Anderson, G. Müller-Schwanke | 2:47    |
| 2.              | „Waterloo‟ (angleška verzija)                 | B. Andersson, B. Ulvaeus, S. Anderson                     | 2:47    |
| 3.              | „Megamedley‟ (remiks)                         |                                                           | 8:52    |
| 301.            | „Super Trouper‟                               | B. Andersson, B. Ulvaeus                                  | 0:46    |
| 302.            | „Dancing Queen‟                               | B. Andersson, B. Ulvaeus, S. Anderson                     | 0:48    |
| 303.            | „Take a Chance on Me‟ (v živo)                | B. Andersson, B. Ulvaeus                                  | 0:36    |
| 304.            | „I Do, I Do, I Do, I Do, I Do‟                | B. Andersson, B. Ulvaeus, S. Anderson                     | 0:43    |
| 305.            | „Gimme! Gimme! Gimme! (A Man After Midnight)‟ | B. Andersson, B. Ulvaeus                                  | 0:49    |
| 306.            | „Money, Money, Money‟                         | B. Andersson, B. Ulvaeus                                  | 0:27    |
| 307.            | „S.O.S.‟                                      | B. Andersson, B. Ulvaeus, S. Anderson                     | 0:31    |
| 308.            | „Mamma Mia‟                                   | B. Andersson, B. Ulvaeus, S. Anderson                     | 0:39    |
| 309.            | „Waterloo‟                                    | B. Andersson, B. Ulvaeus, S. Anderson                     | 0:31    |
| 310.            | „Knowing Me, Knowing You‟                     | B. Andersson, B. Ulvaeus, S. Anderson                     | 0:36    |
| 311.            | „One of Us‟                                   | B. Andersson, B. Ulvaeus                                  | 0:45    |
| 312.            | „Chiquitita‟                                  | B. Andersson, B. Ulvaeus                                  | 0:45    |
| 313.            | „Fernando‟                                    | B. Andersson, B. Ulvaeus                                  | 0:56    |
| Skupna dolžina: | Skupna dolžina:                               | Skupna dolžina:                                           | 14:26   |

## Francoska verzija
Po evrovizijski zmagi v Angliji se je skupina podala na gostovanja po evropskih državah.
Sredi aprila 1974 so bili tudi v Parizu, kjer so posneli besedilo francoske verzije pesmi »Waterloo«, ki so izdali na singlu v Franciji 10. maja 1974.

### Seznam posnetkov
| Št.             | Naslov                         | Pisec                                             | Dolžina |
| --------------- | ------------------------------ | ------------------------------------------------- | ------- |
| 1.              | „Waterloo‟ (francoska verzija) | B. Andersson, B. Ulvaeus, S. Anderson, A. Boublil | 2:46    |
| 2.              | „Gonna Sing You My Lovesong‟   | B. Andersson, B. Ulvaeus                          | 3:37    |
| Skupna dolžina: | Skupna dolžina:                | Skupna dolžina:                                   | 6:23    |

V Kanadi je izšla drugačna različica singla s francosko in angleško verzijo pesmi.
| Št.             | Naslov                         | Pisec                                             | Dolžina |
| --------------- | ------------------------------ | ------------------------------------------------- | ------- |
| 1.              | „Waterloo‟ (francoska verzija) | B. Andersson, B. Ulvaeus, S. Anderson, A. Boublil | 2:46    |
| 2.              | „Waterloo‟ (angleška verzija)  | B. Andersson, B. Ulvaeus, S. Anderson             | 2:46    |
| Skupna dolžina: | Skupna dolžina:                | Skupna dolžina:                                   | 5:32    |

### Dvojezični remiks
Na podlagi že posnetih jezikovnih verzij pesmi so sestavili tudi francosko-švedski remiks pesmi »Waterloo«, ki so ga prvič objavili 31. oktobra leta 1994 na kompilaciji Thank You for the Music.

## Španska verzija
V skupini ABBA so načrtovali tudi špansko jezikovno verzijo pesmi »Waterloo«, s predvidenim datumom snemanja 20. maja 1974, a je potem sami niso posneli.

## Odziv
| Tedenske lestvice po državah (1974) | Najvišja uvrstitev |
| ----------------------------------- | ------------------ |
| Švedska (Kvällstoppen)              | 2                  |

| Tedenske lestvice po državah (1974)      | Najvišja uvrstitev |
| ---------------------------------------- | ------------------ |
| Avstralija (Kent Music Report)           | 4                  |
| Avstrija (Ö3 Austria Top 40)             | 2                  |
| Belgija (Ultratop 50 Flanders)           | 1                  |
| Belgija (Ultratop 50 Wallonia)           | 1                  |
| Danska (IFPI)                            | 1                  |
| Finska (Suomen virallinen lista)         | 1                  |
| Francija (IFOP)                          | 4                  |
| Irska (IRMA)                             | 1                  |
| Italija (Musica e dischi)                | 14                 |
| Južna Afrika (Springbok Radio)           | 1                  |
| Kanada (RPM Top Singles)                 | 7                  |
| Nizozemska (Dutch Top 40)                | 2                  |
| Nizozemska (Single Top 100)              | 1                  |
| Norveška (VG-lista)                      | 1                  |
| Nova Zelandija (NZ Listener)             | 3                  |
| Rodezija (ZIMA)                          | 2                  |
| Španija (PROMUSICAE)                     | 3                  |
| Švedska (Kvällstoppen)                   | 5                  |
| Švica (Schweizer Hitparade)              | 1                  |
| Zahodna Nemčija (Official German Charts) | 1                  |
| US Billboard Hot 100                     | 6                  |
| ZDA (Cash Box Top 100)                   | 10                 |
| Združeno kraljestvo (UK Singles)         | 1                  |

| Tedenske lestvice po državah (2004) | Najvišja uvrstitev |
| ----------------------------------- | ------------------ |
| Irska (IRMA)                        | 33                 |
| Združeno kraljestvo (UK Singles)    | 20                 |

| Lestvice ob koncu leta (1974)            | Uvrstitev |
| ---------------------------------------- | --------- |
| Avstralija (Top 100 Singles)             | 36        |
| Avstrija (Ö3 Austria Top 40)             | 7         |
| Belgija (Ultratop)                       | 12        |
| Južna Afrika (Springbok Radio)           | 14        |
| Kanada (RPM Top Singles)                 | 67        |
| Nizozemska (Dutch Top 40)                | 14        |
| Nizozemska (Single Top 100)              | 12        |
| Švica (Schweizer Hitparade)              | 2         |
| Zahodna Nemčija (Official German Charts) | 5         |
| ZDA (Billboard Hot 100)                  | 49        |
| ZDA (Cash Box Top 100)                   | 84        |
| Združeno kraljestvo (UK Singles)         | 16        |

| Regija                          | Certifikacije     | Prodanih izvodov |
| ------------------------------- | ----------------- | ---------------- |
| Belgija (Music Week)            | —                 | 200 000          |
| Danska (IFPI)                   | zlata plošča      | 45 000           |
| Francija (Billboard, Info Disc) | —                 | 500 000          |
| Irska (Billboard)               | zlata plošča      | 50 000           |
| Jugoslavija (Džuboks)           | zlata plošča      | 100 000          |
| Zahodna Nemčija                 | zlata plošča      | 500 000          |
| ZDA                             | —                 | 800 000          |
| Združeno kraljestvo (BPI)       | platinasta plošča | 600 000          |
| Skupna globalna prodaja         |                   |                  |
| Globalno                        | —                 | 5 000            |

## Posebna izdaja
Ob 25-letnici evrovizijske zmage so leta 1999 pesem »Waterloo« izdali na posebnem priložnostnem CD-ju z vsemi štirimi jezikovnimi verzijami.
| CD              | CD                             | CD                                                        | CD      |
| Št.             | Naslov                         | Pisec                                                     | Dolžina |
| --------------- | ------------------------------ | --------------------------------------------------------- | ------- |
| 1.              | „Waterloo‟ (angleška verzija)  | B. Andersson, B. Ulvaeus, S. Anderson                     | 2:47    |
| 2.              | „Waterloo‟ (nemška verzija)    | B. Andersson, B. Ulvaeus, S. Anderson, G. Müller-Schwanke | 2:43    |
| 3.              | „Waterloo‟ (francoska verzija) | B. Andersson, B. Ulvaeus, S. Anderson, A. Boublil         | 2:43    |
| 4.              | „Waterloo‟ (švedska verzija)   | B. Andersson, B. Ulvaeus, S. Anderson                     | 2:47    |
| Skupna dolžina: | Skupna dolžina:                | Skupna dolžina:                                           | 11:00   |

Podobna priložnostna izdaja je izšla tudi 29. marca 2014 ob 40. obletnici, le da so na njej spremenili vrstni red pesmi: začne se s švedsko verzijo pesmi namesto z angleško in kronološko sledi vrstnemu redu izida različnih verzij pesmi.
Na ovitku je prikazan kolaž naslovnic različnih izdaj singla »Waterloo«.
| CD              | CD                             | CD                                                        | CD      |
| Št.             | Naslov                         | Pisec                                                     | Dolžina |
| --------------- | ------------------------------ | --------------------------------------------------------- | ------- |
| 1.              | „Waterloo‟ (švedska verzija)   | B. Andersson, B. Ulvaeus, S. Anderson                     | 2:47    |
| 2.              | „Waterloo‟ (angleška verzija)  | B. Andersson, B. Ulvaeus, S. Anderson                     | 2:47    |
| 3.              | „Waterloo‟ (nemška verzija)    | B. Andersson, B. Ulvaeus, S. Anderson, G. Müller-Schwanke | 2:43    |
| 4.              | „Waterloo‟ (francoska verzija) | B. Andersson, B. Ulvaeus, S. Anderson, A. Boublil         | 2:43    |
| Skupna dolžina: | Skupna dolžina:                | Skupna dolžina:                                           | 11:00   |

## Priredbe pesmi »Waterloo«

### Angleška verzija
Pesem so z originalnim angleškim besedilom izvajali različni glasbeniki.
- grška pevka Kristina Karali je pesem »Waterloo« izdala na singlu leta 1974[65][66]
- norveška pevka Inger Lise Rypdal je pesem »Waterloo« izdala na kompilaciji På Treff med 5 leta 1974[67][68]
- hongkonška skupina The Wynners je pesem »Waterloo« izdala na albumu Listen to The Wynners leta 1974[69][70]
- švedska country skupina Nashville Train je priredbo »Waterloo« izdala na albumu ABBA In Our Way aprila 1977[71][72]
- južnoafriška zasedba The Session Men je priredbo »Waterloo« izdala na albumu Tribute to ABBA leta 1977[73][74]
- nemška zasedba The Carnabees je priredbo »Waterloo« izdala na albumu The Story Of Abba leta 1979[75][76]
- otroški pevski zbor St. Winifred's School Choir je priredbo »Waterloo« izdal na albumu My Very Own Party Record decembra 1980[77][78]
- britanska skupina Doctor & The Medics je priredbo »Waterloo« izdala skupaj z Royjem Woodom na singlu leta 1986[79][80]
- zasedba The Winning Streak Band je priredbo »Waterloo« izdala na singlu You Know We're Going to Win leta 1987[81][82]
- avstralska tribute skupina Björn Again je pesem »Waterloo« izdala na albumu v živo marca 1993[83][84]
- zasedba Cloth je priredbo »Waterloo« izdala na kompilaciji Abbasalutely leta 1995[85][86]
- španska pop skupina Los Enemigos je priredbo »Waterloo« izdala na albumu Hermana Amnesia / Por La Sombra leta 1995[87][88]
- švedska progressive metal skupina Nation je priredbo »Waterloo« izdala na albumu Without Remorse leta 1995[89][90]
- zasedba Wonderprick je priredbo »Waterloo« izdala na albumu Dill leta 1995[91][92]
- britanska skupina Abbacadabra je različne plesne priredbe »Waterloo« izdala na singlu leta 1996[93][94]
- nemška zasedba E-Rotic je priredbo »Waterloo« izdala na albumu Thank You for the Music leta 1997[95][96]
- finska rock skupina Osmo's Cosmos je priredbo »Waterloo« izdala na albumu 70's Rock'n'Roll Show leta 1997[97][98]
- britanska skupina Bananarama je priredbo »Waterloo« izdala na kompilaciji A Song For Eurotrash maja 1998[99][100]
- švedska punk skupina Gabba je priredbo »Waterloo« izdala na albumu Leave Stockholm leta 1999[101][102]
- danska zasedba Small Talk je priredbo »Waterloo« izdala na albumu Eurovision leta 2001[103][104]
- ameriška pevka Pamela McNeill je priredbo »Waterloo« izdala na albumu Tribute to ABBA leta 2002[105]
- gregorijanski pevski zbor The Monks of Moramanga je priredbo »Waterloo« izdal na dvojnem albumu Gregorian Experience - A Gothic Tribute To The Songs Of Abba leta 2003[106][107]
- finska vokalna skupina Rajaton je pesem »Waterloo« v priredbi Jarkka Kiiskega izdala ob spremljavi Simfoničnega orkestra iz Lahtija na albumu Rajaton Sings ABBA novembra 2006[108][109]
- nemška pevka Nicole je angleško in nemško verzijo pesmi »Waterloo« izdala na albumu 12 Punkte! leta 2017[110]
- ameriška pevka Cher je priredbo »Waterloo« izdala na albumu Dancing Queen septembra 2018[111][112]

### Češka verzija
- češka pevka Miluška Voborníková je priredbo »Waterloo« s češkim besedilom Eduarda Pergnerja izdala na singlu leta 1974[113][114]

### Danska verzija
- danski duo Lecia & Lucienne je priredbo »Waterloo« z danskim besedilom Gustava Wincklerja izdala na singlu leta 1974[115][116]
- danska pop skupina Clear Sound je priredbo »Waterloo« z besedilom Gustava Wincklerja izdala na albumu Lige i øret leta 1974[117][118]
- danska pop skupina Klaus & Servants je priredbo »Waterloo« z besedilom Gustava Wincklerja izdala na albumu Klaus & Servants leta 1974[119][120]

### Estonska verzija
- estonska pevka Tiiu Varik je priredbo pesmi »Waterloo« v estonščini izdala na kompilaciji Unustamatu Eurovisioon leta 2002[121]

### Finska verzija
- finska pevka Seija Simola je svoje finsko besedilo za »Waterloo« zapela v priredbi Eska Linnavallija in izdala ob spremljavi njegovega orkestra na singlu leta 1974[122][123]
- finska pevka Ami Aspelund je pesem »Waterloo« z besedilom Seije Simola izdala v priredbi Veikka Samulija na singlu leta 1974[124][125]
- finski duo Koivistolaiset je priredbo »Waterloo« z besedilom Seije Simola izdal na kompilaciji Toivekonsertti 57 leta 1974[126][127]
- finska zabavljaška pop skupina Vilperin Perikunta je priredbo »Vaterpuu« s finskim besedilom Arija Varjusa izdala na albumu Tervaa ja höyheniä leta 1993[128][129]
- finska pevka Eija Kantola je pesem »Waterloo« z besedilom Seije Simola izdala v priredbi Mike Toivanena na albumu Katseet leta 1997[130][131]

### Hrvaška verzija
- hrvaška pevka Elvira Voća je priredbo »Waterloo« s hrvaškim besedilom Miša Doležala izdala na singlu leta 1974[132][133]

### Korejska verzija
- korejski duo Bunny Girls je priredbo »워터루« (Waterloo) s korejskim besedilom izdal na albumu 라무는 나의 친구 / 너와 나의 사랑 (Caathi Meresaathe / No No Song) leta 1975[134][135]

### Nemška verzija
Pesem so z originalnim nemškim besedilom Gerda Müllerja-Schwankeja izvajali različni glasbeniki.
- vzhodnonemška skupina Gerd Michaelis-Chor je pesem »Waterloo« izdala na singlu leta 1974[136][137]
- nemška zasedba Orchester Udo Reichel je pesem »Waterloo« izdala na istoimenski kompilaciji leta 1974[138][139]
- švedska pevka Julia Lindholm je pesem »Waterloo« izdala na albumu Super Trouper aprila 2016[140][141]
- nemška pevka Nicole je nemško in angleško verzijo pesmi »Waterloo« izdala na albumu 12 Punkte! leta 2017[142][110]
- nemški glasbenik Guildo Horn je priredbo »Waterloo« s skupino Die Orthopädischen Strümpfe izdal na albumu Strumpf ist Trumpf leta 2018[143][144]

### Slovaška verzija
- slovaška pevka Eva Kostolányiová je priredbo »Waterloo« s slovaškim besedilom Alexandra Karšayja izdala ob spremljavi Orkestra Gustava Broma na singlu leta 1974[145][146]

### Španska verzija
- španska skupina Los Ros je špansko priredbo »Waterloo« izdala na singlu leta 1974[147][148]
- španska pop pevka Margaluz je špansko priredbo »Waterloo« izdala na singlu leta 1974.[149]

### Švedska verzija
Pesem so z originalnim švedskim besedilom izvajali različni glasbeniki.
- švedska vokalna skupina Ajax je prva javno izvedla pesem »Waterloo« kot predstavitev pesmi evrovizijskega predizbora Melodifestivalen 1974 in istega leta tudi izdala na albumu Svensktoppen 2[150][151]
- švedska heavy metal skupina Black Ingvars je priredbo »Waterloo« izdala na albumu Schlager Metal leta 1998[152][153]

### Instrumentalna verzija
- ansambel Botticelli Orchestra je priredbo »Waterloo« izdal na albumu Botticelli Unlimited leta 1974[154][155]
- britanski glasbenik Barry Kirsch je priredbo »Waterloo« izdal na kompilaciji Great Hits Of The 70's – Moog Style leta 1974[156][157]
- srbski trobentar Mile Pavlović je pesem »Waterloo« v priredbi Paula Kuhna izdal na albumu Top Of The Sounds leta 1974[158][159]
- španski glasbenik Miguel Ramos je svojo priredbo »Waterloo« izdal na albumu Miguel Ramos Y Su Órgano Hammond Vol. 12 leta 1974[160][161]
- francoski glasbenik Claude Vasori (Caravelli) je svojo orkestralno priredbo »Waterloo« izdal na albumu Quelque Chose Et Moi leta 1974[162][163]
- britanski glasbenik Arthur Greenslade je priredbo »Waterloo« izdal s svojim orkestrom na albumu Arthur Greenslade & His Orchestra Play the Best of ABBA februarja 1975[164][165]
- nemški pianist Klaus Wunderlich je priredbo »Waterloo« izdal na albumu The Hit World Of Klaus Wunderlich leta 1975[166][167]
- avstralska skupina Moog je priredbo »Waterloo« izdala na albumu Moog Plays ABBA leta 1976[168][169]
- britanski glasbenik Alan Tew je svojo priredbo »Waterloo« izdal z zasedbo The Alan Tew Orchestra na albumu ABBA Songbook leta 1977[170][171]
- nemški glasbenik Günter Noris je priredbo »Waterloo« izdal z vojaškim orkestrom Die Big Band der Bundeswehr na albumu Die 24 Größten Instrumentalhits leta 1978[172][173]
- japonski glasbenik Toshio Mori je pesem »Waterloo« v priredbi Noria Maede izdal z orkestrom Blue Coats na albumu ABBA The Big Band julija 1979[174][175]
- švedski orkester Hot Lips Big Band je pesem »Waterloo« v priredbi Claesa Rosendahla izdal na albumu Thank You for the Music leta 1985[176][177]
- švedski pianist Lars Roos je priredbo »Waterloo« izdal na albumu Örongodis jorden runt leta 1990[178][179]
- Orkester münchenskih filharmonikov The Munich Philharmonic Orchestra je »Waterloo« v priredbi Leona Ivesa izdal na albumu The Munich Philharmonic Orchestra plays ABBA Classic leta 1991[180][181]
- švedska skupina Simons je pesem »Waterloo« v priredbi Hasseja Roséna izdala na albumu Simons Spelar ABBA leta 1992[182][183]
- francoski pianist Richard Clayderman je pesem »Waterloo« v priredbi Herveja Royja izdal na albumu Richard Clayderman Plays ABBA leta 1993[184][185]
- kanadska zasedba The Starlite Orchestra je priredbo »Waterloo« izdala na albumu The Starlite Orchestra Plays ABBA leta 1994[186][187]
- nizozemski glasbenik Gary Tesca je priredbo »Waterloo« izdal z zasedbo The Gary Tesca Orchestra na albumu Money Money Money – The ABBA Story leta 1995[188][189]
- nizozemska zasedba The Yuri Honing Trio je priredbo »Waterloo« izdala na albumu Star Tracks leta 1996[190][191]
- glasbenik Ricardo Caliente je priredbo »Waterloo« za panovo piščal izdal na albumu Panpipes Play Abba leta 1998[192][193]
- nemški glasbenik James Last je svojo priredbo »Waterloo« izdal na albumu James Last Plays ABBA leta 2001[194][195]
- zasedba Motor Industries je priredbo »Waterloo« izdala na kompilaciji The Electronic Tribute to ABBA leta 2001[196][197]
- zasedba Sweet Little Band je priredbo »Waterloo« izdala na kompilaciji Babies Go ABBA marca 2007[198][199]
- norveška zasedba Norsk Noteservice Wind Orchestra je priredbo »Waterloo« izdala na kompilaciji Demo Tracks Vol. 23: The Muppet Show novembra 2007[200]
- brazilski pianist Judson Mancebo je svoji priredbi pesmi »Waterloo« izdal na albumih Babies Love ABBA maja 2009[201][202] in I Have A Dream januarja 2015[203]
- v zbirki Twinkle Twinkle Little Rock Star je izšla priredba »Waterloo« na kompilaciji Lullaby Versions of ABBA junija 2011[204]
- ameriška zasedba Yoga Pop Ups je priredbo »Waterloo« izdala na kompilaciji Yoga to ABBA julija 2011[205]
- nizozemski violinist André Rieu je svojo priredbo »Waterloo« izdal z Orkestrom Johanna Straussa na albumu André Rieu Celebrates ABBA oktobra 2013[206][207]
- v izvedbi Piano Dreamers je izšla klavirska priredba »Waterloo« na albumu Piano Dreamers Perform ABBA oktobra 2018[208]
- ameriška zasedba Acoustic Heartstrings je kitarsko priredbo »Waterloo« izdala na albumu Acoustic Heartstrings Performs ABBA novembra 2018[209]
- italijanska zasedba Midnite String Quartet je godalno priredbo »Waterloo« izdala na albumu Midnite String Quartet Performs ABBA januanja 2019[210]

## Mamma Mia!
- pesem »Waterloo« je zadnji dodatek v muzikalu Mamma Mia![211] Na albumu z originalno zasedbo Mamma mia! sicer ni vključen, je pa dodan kot bonus na kasnejših posebnih izdajah.[212]
- »Waterloo« je del izhodne špice v prvem filmu Mamma Mia!, ne pojavi pa se v samem filmu iz leta 2008, niti na albumu s filmsko glasbo.[211] Pojejo igralci: Amanda Seyfried, Christine Baranski, Colin Firth, Dominic Cooper, Julie Walters, Meryl Streep, Pierce Brosnan in Stellan Skarsgard. V njem nastopa tudi Björn Ulvaeus v vlogi grškega boga z liro.[213]
- v drugem filmu Mamma Mia! Spet začenja se iz leta 2018 je »Waterloo« del točke z mladima Harryjem in Donno v Napoleonovi restavraciji v Parizu,[211] v kateri pojeta igralca Hugh Skinner in Lily James, za klavirjem pa nastopa tudi Benny Andersson.[213] Izšel je na uradnem albumu s filmsko glasbo Mamma Mia! Here We Go Again[214] in tudi na promocijskem singlu.[215]

### Tedenske lestvice
| Tedenske lestvice po državah (2018) | Najvišja uvrstitev |
| ----------------------------------- | ------------------ |
| Madžarska (Single Top 40)           | 40                 |
| Škotska (Scottish Singles)          | 70                 |

### Prodaja
| Regija                    | Certifikacije  | Prodanih izvodov |
| ------------------------- | -------------- | ---------------- |
| Združeno kraljestvo (BPI) | srebrna plošča | 200 000          |